# Giovanni I Partecipazio
Giovanni Partecipazio (VIII secolo – Grado, 836) fu, secondo la tradizione, il 12º doge del Ducato di Venezia.

## Vita
Membro della famiglia patrizia dei Parteciaci, secondo figlio del doge Angelo Partecipazio e di Elena, Giovanni era stato da questi associato al trono, attorno all'817, in qualità di co-Dux, nel tentativo di instaurare una successione dinastica. Al ritorno però del fratello maggiore Giustiniano dalla missione diplomatica a Costantinopoli che l'aveva tenuto lontano per diverso tempo, questi rivendicò per sé presso il padre la coreggenza e Giovanni venne deposto ed esiliato a Zara.

Da qui riuscì quindi a fuggire prima in Schiavonia e quindi a raggiungere a Bergamo l'imperatore dei Franchi Ludovico il Pio, per chiedergli appoggio e protezione. Questi però, intenzionato a non danneggiare i rapporti con Venezia e l'Impero Bizantino, lo consegnò prontamente agli ambasciatori venetici giunti a reclamarlo. Così Giovanni e la moglie vennero nuovamente esiliati, ma questa volta nella ben più lontana e sicura Costantinopoli, dove rimase per quasi un decennio.

## Dogado
Morto il padre nell'827 e succedutogli l'ormai vecchio Giustiniano, questi, rimasto senza figli e sentendo ormai prossima la fine, si risolse infine a richiamare Giovanni dall'esilio e a nominarlo in extremis co-Dux, nell'829.
Il primo dei problemi che il nuovo doge si trovò ad affrontare fu l'improvviso ritorno del deposto Obelerio Antenoreo, predecessore di suo padre, dopo oltre vent'anni di assenza ed esilio a Costantinopoli. Questi sbarcò a Vigilia, una città lagunare vicina a Metamauco, raccogliendo un pugno di uomini a lui fedeli e reclamando per sé il dogado, col sostegno, pare, del nuovo re d'Italia Lotario. In breve sia Vigilia che Malamocco si schierarono con lui, ma Giovanni reagì brutalmente e con rapidità: incendiò e distrusse entrambe le città, uccise Obelerio e ne mostrò la testa ai rivoltosi come monito. Infine piantò il macabro trofeo al confine con le terre di Lotario.
Alcuni anni dopo, però, Giovanni dovette fuggire da Venezia presso l'imperatore Ludovico, a causa di una estesa rivolta interna, organizzata da alcuni notabili vicini alla casa dei Partecipazio, di cui Giovanni si fidava e che lo colse quindi di sorpresa. Il seggio di doge venne occupato dal tribuno Pietro Caroso, che però vi stette per meno di sei mesi. Sobillata una rivolta popolare, i Participazio ripresero il potere accecando e cacciando l'usurpatore. Il potere venne dunque preso nelle mani del vescovo di Olivolo Orso Partecipazio e dei tribuni Giovanni Marturio e Basilio Tribuno, mentre i partigiani del Caroso, tra cui Domenico Monetario, venivano messi a morte. Il doge Giovanni poté quindi rientrare in sicurezza in città, in tempo per consacrare la basilica di San Marco, iniziata dal fratello, e renderla nuova cappella palatina, insediandovi il primicerio.
Il ritorno però durò poco: il comportamento dittatoriale dei Participazio e la scelta di Giovanni di venire a patti coi pirati slavi che minacciavano il commercio veneziano provocò infatti la reazione dei nobili cittadini che una sera dell'836, guidati dai Mastalici, tesero un agguato al doge all'uscita dalla cattedrale di San Pietro in Olivolo, lo arrestarono, lo tonsurarono e lo costrinsero a consacrarsi chierico a Grado, città dove di lì a poco morì.